# Poza de la Vega (kommunhuvudort)
Poza de la Vega är en kommunhuvudort i Spanien.   Den ligger i provinsen Provincia de Palencia och regionen Kastilien och Leon, i den norra delen av landet, 260 km norr om huvudstaden Madrid. Poza de la Vega ligger 950 meter över havet och antalet invånare är 266.
Terrängen runt Poza de la Vega är huvudsakligen platt. Poza de la Vega ligger nere i en dal. Runt Poza de la Vega är det ganska glesbefolkat, med 22 invånare per kvadratkilometer. Närmaste större samhälle är Saldaña, 8,1 km sydost om Poza de la Vega. Trakten runt Poza de la Vega består till största delen av jordbruksmark.